# Bill Weasley
Bill Weasley (r. 29. studenog 1970.) imaginaran je lik iz serije romana o Harryju Potteru. Najstariji je sin Arthura i Molly Weasley i brat Charlieja, Percyja, Freda, Georgea, Rona i Ginny.
Bill je pohađao Hogwarts od 1982. do 1989. Tijekom školovanja postao je i prefekt i glavni prefekt, a kasnije je u Egiptu radio za banku Gringotts.
U Harryju Potteru i Redu feniksa Bill se vratio u Veliku Britaniju kako bi radio za Red feniksa. Nakon godine poznanstva s Fleur Delacour i mnogo sati "privatne pouke" iz engleskog Bill je zaprosio Fleur i ona je pristala udati se za njega. U Princu miješane krvi, prije početka nove školske godine Bill dovodi svoju zaručnicu kući kako bi je upoznao sa svojom obitelji. 
Prije događaja u šestoj knjizi Bill je opisan kao zgodan mladić duge crvene kose svezane u rep i s jednom naušnicom u obliku velikog očnjaka. Harry je primijetio da bi se Bill odlično uklopio u neki rock-koncert. Billov izgled baca njegovu majku Molly u očaj, iako nikome drugom njegov izgled ne smeta, a najviše se sviđa njegovoj mlađoj sestri Ginny. Bill se hrabro borio u bitci u Hogwartsu, ali nije uspio proći neozlijeđen. Vukodlak Fenrir Greyback osakatio je Billovo lice i, iako je bio u ljudskom obličju, Bill bi mogao poprimiti neke osobine vukodlaka. Njegovi i Fleurini planovi za vjenčanje nisu se promijenili. Štoviše, Fleurina odlučnost da se uda za Billa unatoč njegovom osakaćenom licu donijela joj je poštovanje ostatka obitelji koje do tada nije imala.

## Ostalo
- Obitelj Weasley